# Svart nunnefågel
Svart nunnefågel (Monasa atra) är en fågel i familjen trögfåglar inom ordningen jakamar- och trögfåglar.

## Utbredning och systematik
Fågelns utbredningsområde sträcker sig från det östligaste Colombia till Venezuela, Guyanaregionen och norra Brasilien. Den behandlas som monotypisk, det vill säga att den inte delas in i några underarter.

## Status
Arten har ett stort utbredningsområde och beståndet anses vara stabilt. Internationella naturvårdsunionen IUCN listar den därför som livskraftig (LC).